# Allgemeiner Deutscher Schriftsteller-Verband
Der Allgemeine Deutsche Schriftsteller-Verband war eine Autorenvereinigung in Leipzig von 1878 bis 1888.

## Geschichte
1878 wurde der Allgemeine Deutsche Schriftsteller-Verband in Leipzig gegründet. Er war die erste überregionale Berufsorganisation von Schriftstellern und Journalisten im Deutschen Reich. Hauptziel war eine Interessenvertretung nach Innen und Außen, das heißt bessere Möglichkeiten zum Austausch untereinander und  die Vertretung wirtschaftlicher und finanzieller Interessen gegenüber Verlegern, Zeitungen usw.
1885 gab es etwa 300 Mitglieder.
1886 gründete sich als Alternativorganisation der Deutsche Schriftsteller-Verein, der die Wirksamkeit des Allgemeinen Deutschen Schriftsteller-Verbandes als zu wenig ausreichend empfand. 
1887 wurde der Deutsche Schriftsteller-Verband als Zusammenschluss mehrerer Verbände gegründet.
1888 löste sich der Allgemeine Deutsche Schriftsteller-Verein auf seiner zehnten Jahrestagung auf.

## Mitglieder
Im Allgemeinen Deutschen Schriftsteller-Verband waren bekannte und weniger bekannte Schriftsteller und Journalisten vertreten.
Vorstand
- Hermann Friedrich Friedrich, Vorsitzender 1878–etwa 1885
- Friedrich von Bodenstedt, stellvertretender Vorsitzender, 1878–etwa 1885
- Ernst Eckstein, 1878–
- Hermann Kletke, 1878–
- Emil Rittershaus, 1878–
- Albert Träger, 1878–
- Ernst Wichert, 1878–

Weitere Mitglieder
- Rudolf Doehn
- Richard Gosche
- Paul Heyse
- Franz Hirsch
- Robert Keil

- August Lammers
- Heinrich Laube
- Moritz Lazarus
- Balduin Möllhausen[5]
- Johannes Nordmann
- Hermann Presber
- Feodor von Wehl